# Huabeisaurus allocotus
Huabeisaurus allocotus es la única especie conocida del género extinto Huabeisaurus ("lagarto del norte de China) en un género de dinosaurio saurópodo titanosauriano, que vivió a finales del período Cretácico, hace aproximadamente entre 75 y 72 millones de años, en el Campaniense, en lo que hoy Asia.

## Descripción
El saurópodo titanosauriforme del Cretáceo tardío Huabeisaurus se conoce por los dientes y gran parte del esqueleto poscraneal. Su integridad lo convierte en un importante taxón para integrar e interpretar las observaciones anatómicas de saurópodos del Asia oriental del Cretácico más fragmentarios y para comprender la evolución titanosauriforme en general.
Con una longitud total de 20 metros, el Huabeisaurus es grande en comparación con la mayoría de los dinosaurios, pero según los estándares de saurópodos, solo era de tamaño mediano. Tenía una altura de cadera de 5 metros. Como otros saurópodos, habría sido un herbívoro cuadrúpedo con un largo cuello y cola.
Se ha supuesto que el esqueleto pertenecía a un individuo casi maduro. La ausencia de suturas entre los arcos neurales y los centros de las vértebras cervicales, dorsales y caudales sugiere que la muestra se estaba acercando a la madurez sexual, pero las suturas abiertas entre la escápula y el coracoides, y el ilion y algunas costillas sacras sugieren que no había alcanzado plena madurez. Las vértebras caudales son cóncavas en ambos extremos, pero en caudal más profundo que en frontal con espinas dorsales sin bifurcación de los nervios y los huesos cheurones en forma de Y.

### Material

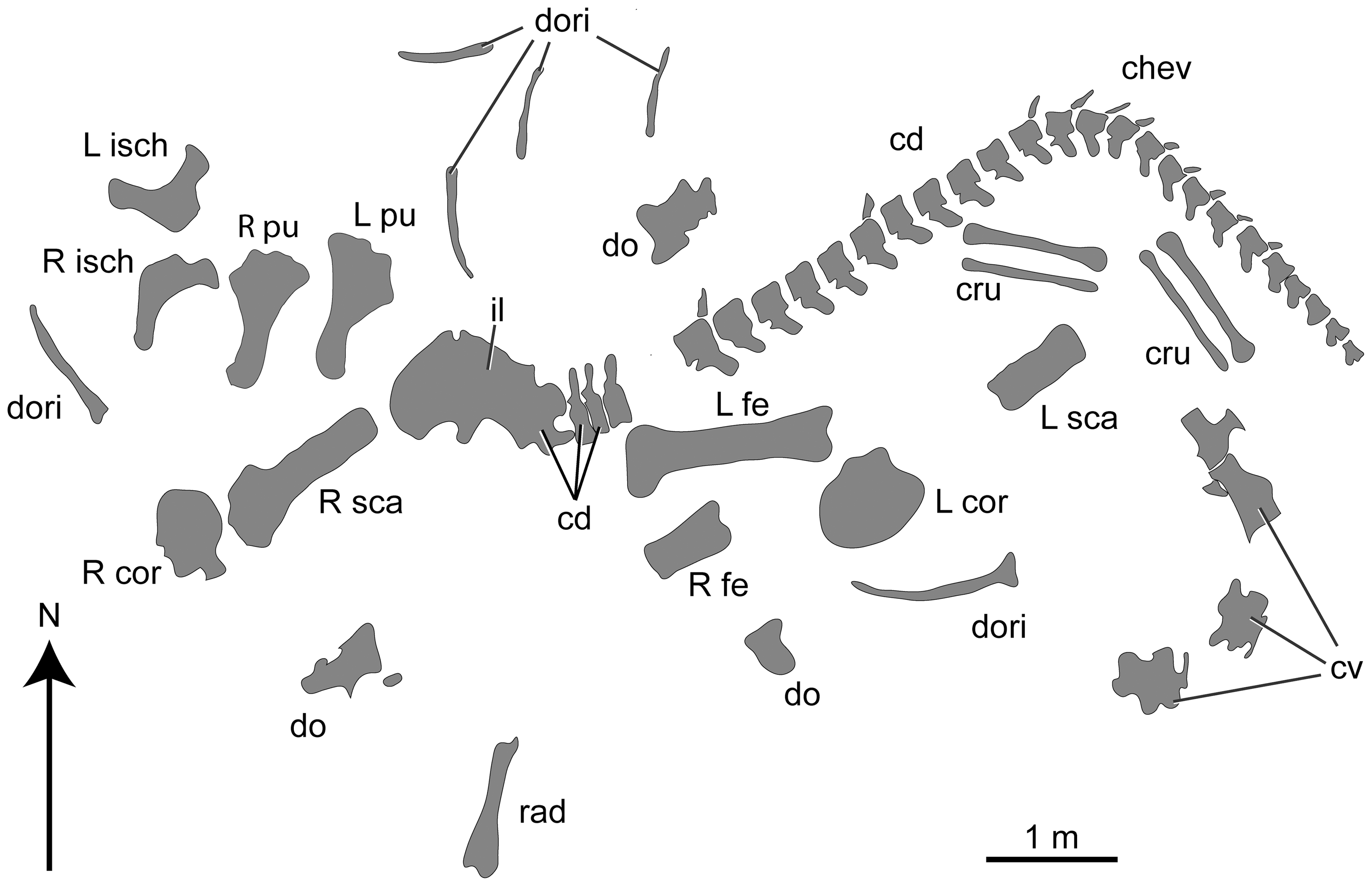
Imagen del esqueleto en la posición en que fue encontrado.

Los elementos de extremidades y cinturas de los lados izquierdo y derecho del cuerpo coinciden estrechamente entre sí en tamaño y son del tamaño adecuado para pertenecer al mismo individuo que las vértebras y las costillas. La disposición de los huesos en la cantera es aproximadamente como se esperaba si el animal estuviera acostado sobre su lado izquierdo en una postura opistotónica, pero casi todos los huesos muestran cierta desorientación y desarticulación. Las vértebras cervicales están dispuestas a lo largo de una línea curva, y se extienden a lo largo de esta estrecha curva que se sientan dos de las vértebras dorsales seguidas por el sacro y las vértebras caudales. El sacro y las tres primeras vértebras caudales se encontraron en articulación y en línea con las vértebras caudales articuladas restantes, otros están presentes después de un espacio de alrededor de medio metros. Veintisiete vértebras caudales se muestran en el mapa de la cantera, pero 30 se encontraron en la colección, y las fotos previas a la restauración indican que 32 estaban originalmente presentes. Muchos de los cheurones fueron encontrados articulados con sus respectivas vértebras caudales. Las escápulas izquierda y derecha se recuperaron en los lados izquierdo y derecho del cuerpo, respectivamente. El radio de la izquierda se encontró a medio camino entre los elementos de la faja pectoral. Los fémures, pubis e ilion izquierdos y derechos se encontraban cerca uno del otro y todos se encontraron cerca del sacro. El sacro se representa con su lado izquierdo hacia arriba en el mapa de la cantera, pero esto podría haber sido un error porque el lado izquierdo del sacro está dañado y falta el ilion izquierdo. Los elementos de la pierna izquierda y derecha se encontraron en estrecha asociación. Fragmentos de costilla dorsal fueron dispersados a través del área de la cantera.

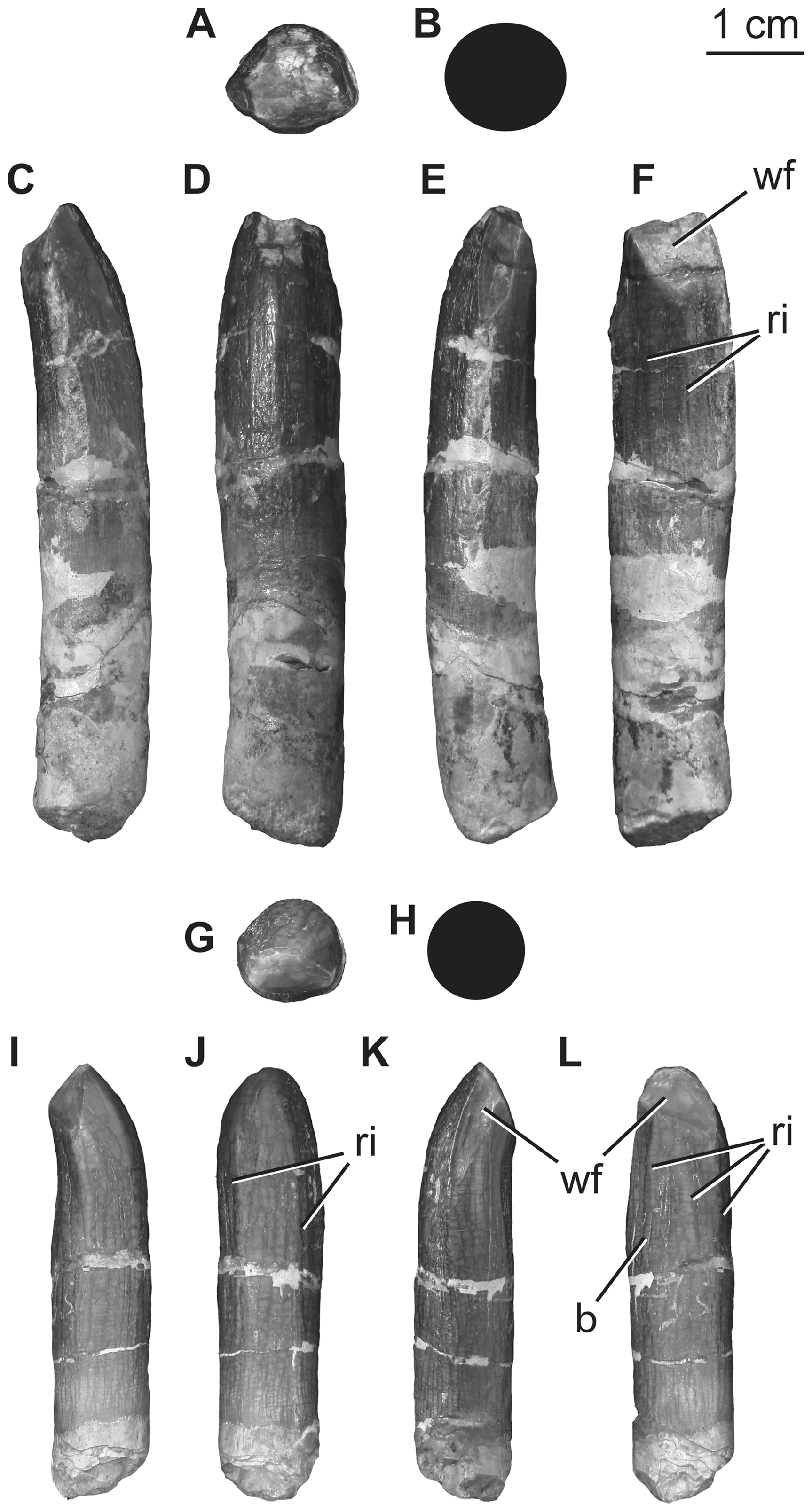
Multiple views of the two assigned teeth

Se conservaron dos dientes. Se descubrió un diente en la cantera durante la excavación y se encontró un segundo al abrirse los bochones de campo durante la preparación del espécimen en la Universidad de Shijiazhuang. Los dientes se atribuyen al individuo holotipo en función de su estrecha asociación con otros huesos y la falta de pruebas para el transporte desde otro sitio. Ambos dientes están bien conservados, exhibiendo esmalte arrugado. Las coronas son subcilíndricas, con índices de esbeltez de 3,46 y 3,36, que son ligeramente más delgadas que lo descrito originalmente por Pang y Cheng e intermedias en esbeltez entre saurópodos de corona ancha y estrecha, por ejemplo, Euhelopus y Phuwiangosaurus. Ninguno de los dientes está fuertemente torcido a lo largo de su longitud como en los dientes superiores de los braquiosáuridos.

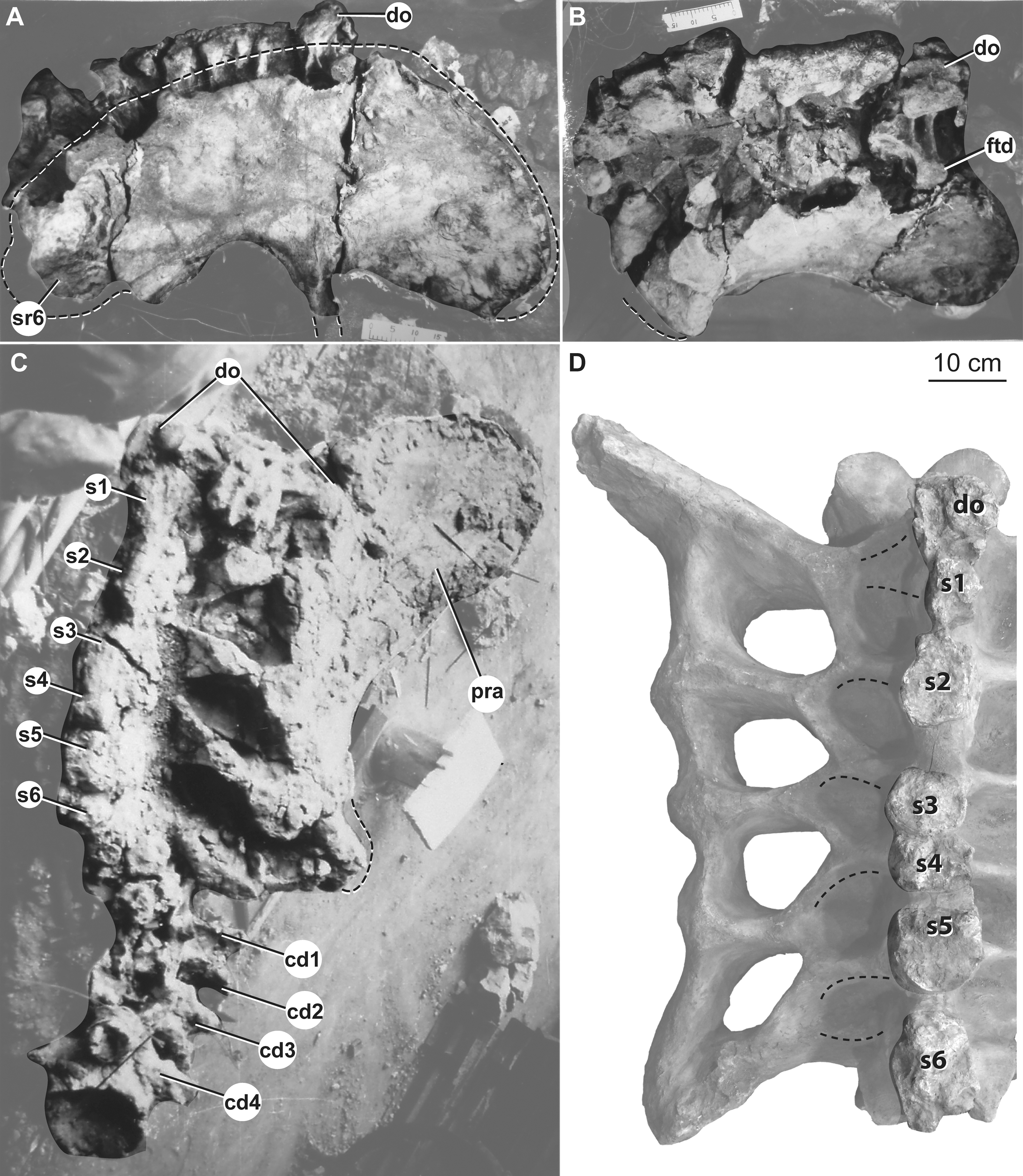
Sacro.

Se recuperaron un total de cuatro vértebras cervicales de la cantera holotípica. Dos de ellas son fragmentarias, mientras que las otras dos vértebras están casi completas. Según el mapa de la cantera, las dos vértebras cervicales mal conservadas se articularon cuando se encontraron y pertenecen a una parte más anterior de la serie cervical que las vértebras casi completas. Se puede obtener poca información anatómica de las dos vértebras cervicales fragmentarias, aparte de algunas mediciones.
Solo se conservan las cabezas, la tubérculo y parte de los procesos anterior y posterior de las costillas cervicales. Las costillas están fusionadas a sus respectivas vértebras. Las costillas cervicales están colgantes y se extienden ventralmente por una distancia inferior a la altura del centro, como en varios otros saurópodos cretáceos de Asia oriental. En ambas vértebras cervicales, el tubérculo es notablemente anteroposteriormente, especialmente en comparación con el capítulo. Las costillas cervicales actualmente están rotas, pero la descripción original señala que al menos algunas originalmente excedieron la longitud del centro.
Se conservan partes de seis vértebras dorsales, un arco neural vertebral anterior anterior dorsal, un centro vertebral dorsal parcial parcial, tres vértebras dorsales posteriores que están casi completas pero actualmente están fuertemente reconstruidas con yeso, y una que se ha empastado en el sacro. Ninguna de las vértebras dorsales tiene suturas neurocentral observables.

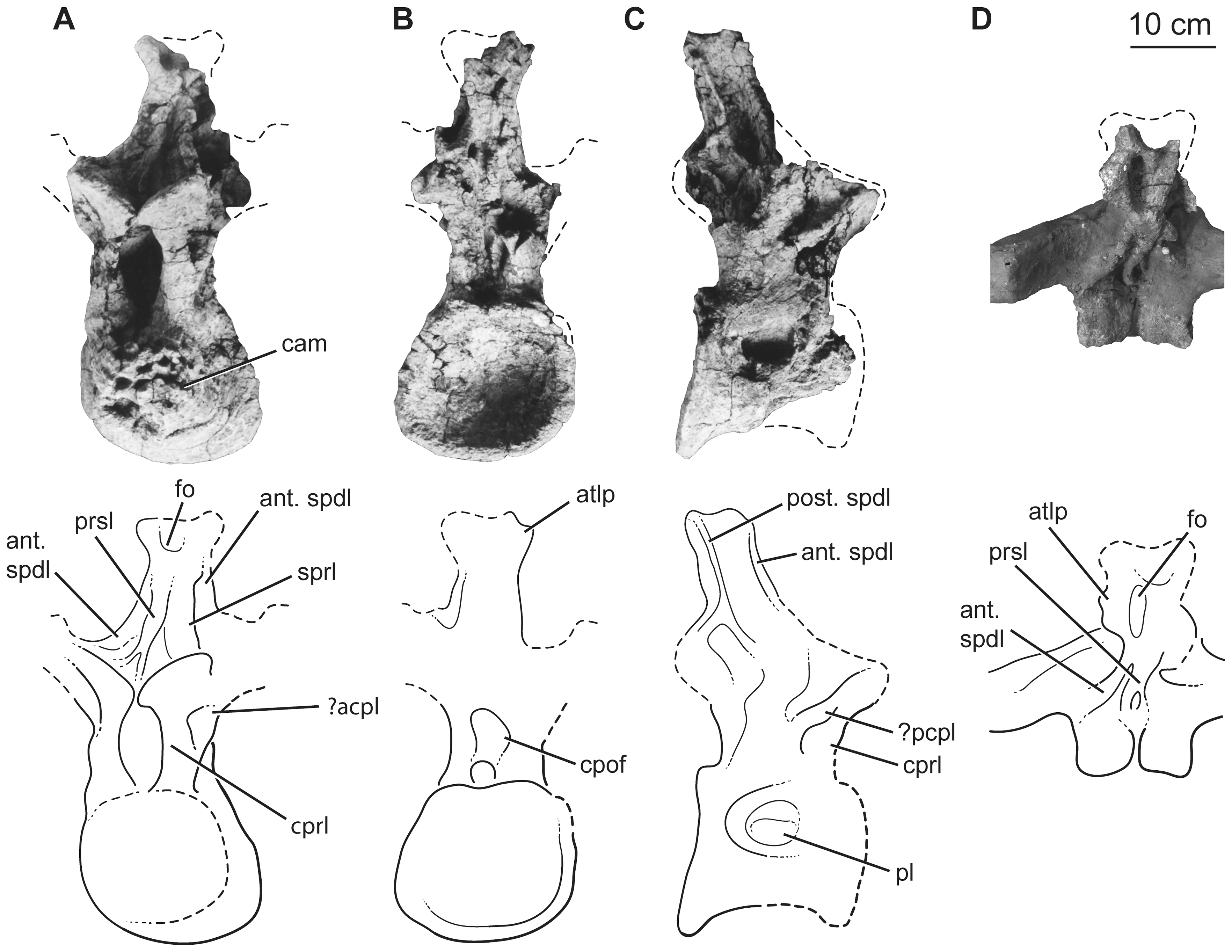
Vértebra dorsal

Un sacro casi completo que consta de seis vértebras se recuperó de la cantera, originalmente solo carecía de algunas costillas. La descripción original de Huabeisaurus sugirió que solo cinco vértebras sacras estaban presentes en base al número de costillas sacras y foramen intercostal. Actualmente, el sacro está fuertemente restaurado con yeso, pero las fotografías anteriores a la restauración muestran el sacro en dos vistas dorsales oblicuas y en la vista lateral derecha. Estas fotografías revelan que la última vértebra dorsal se desplazó de manera tafonómica hacia atrás y hacia la derecha, aplastando la primera costilla sacra derecha. Las fotografías previas a la restauración y el número de espinas neurales sacras rotas actualmente visibles indican que el sacro estaba compuesto de al menos seis vértebras. La primera vértebra aplastada en el sacro podría representar una séptima vértebra sacra, porque las costillas de esta vértebra dorsal no son observables de primera mano o en fotografías, pero no se puede verificar si estas costillas entraron en contacto o no con el ilion. Los somfospondilos tienen seis, con siete vértebras en Neuquensaurus como la única excepción derivada.
Once cheurones fueron incluidos en el holotipo de Huabeisaurus por Pang y Cheng, pero trece son visibles en las fotografías previas a la reconstrucción, y doce están actualmente presentes en el Museo de la Universidad de Shijiazhuang. Estos elementos corresponden a posiciones que cubren casi toda la longitud de la serie vertebral caudal preservada. Los cheurones están generalmente bien conservados, pero hay algo de distorsión y daño. La correspondencia de los cheurones con vértebras caudales particulares es incierta.

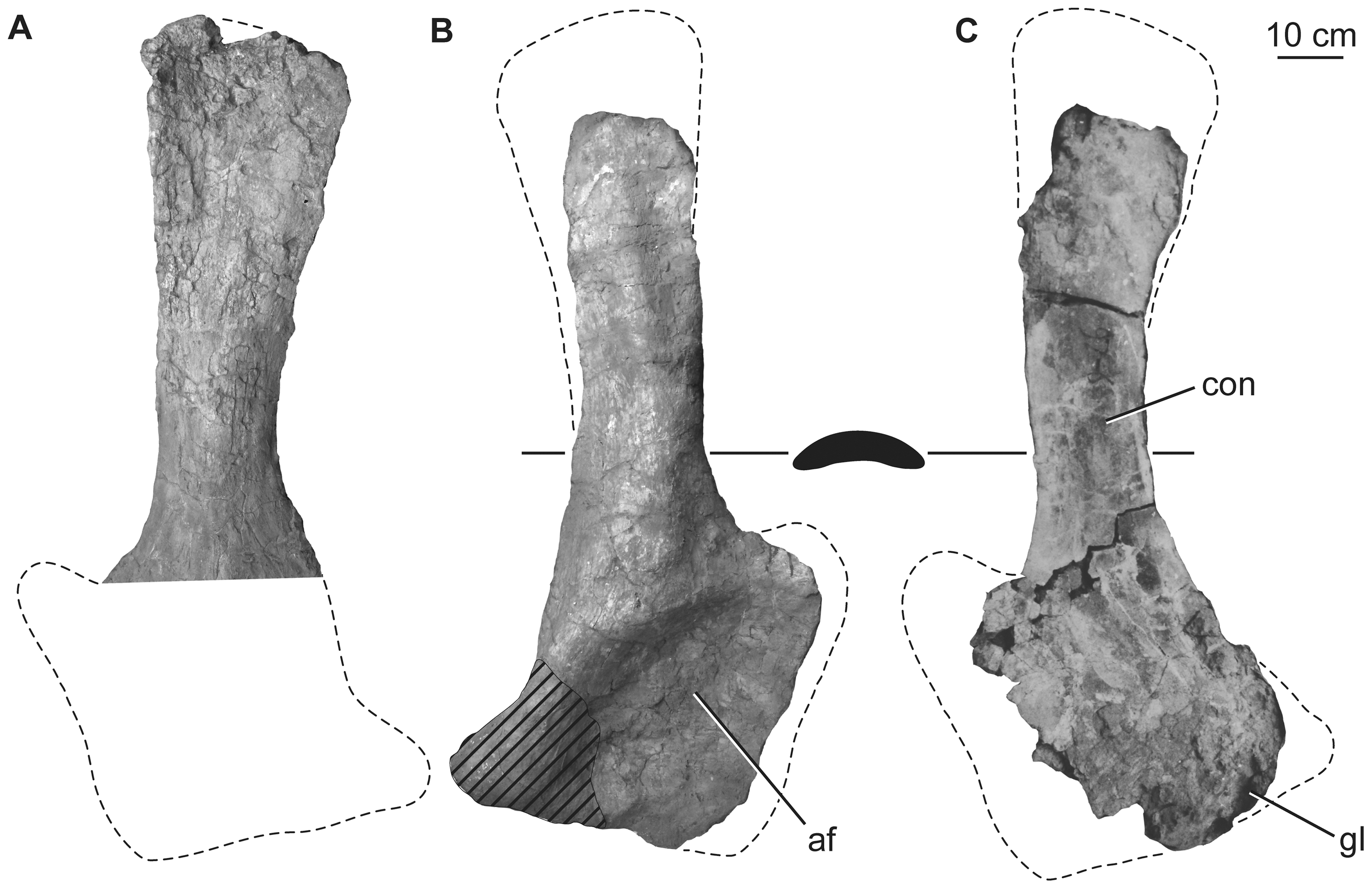
Escapula

Aunque la orientación exacta de la cintura pectoral en vivo es incierto, en general se cree que las escápulas y los coracoides han sido oblicuos a los planos principales de orientación del resto del cuerpo, lo que hace que los descriptores de orientación sean algo difíciles de seleccionar. Aparte de la región glenoidea, que está dañada o faltante en ambos especímenes, las partes preservadas de las escápulas izquierda y derecha se complementan entre sí para ofrecer una imagen completa de la morfología del elemento. Las escápulas consisten en una placa proximal ancha que comprende un acromion y una fosa acromial y una lámina que forma más de la mitad de la longitud del hueso. La superficie lateral de la placa acromial se excava anterior a la cresta acromial y dorsal a la región glenoidea. La cresta acromial está ligeramente desviada hacia atrás, de modo que está orientada en un ángulo agudo al eje largo de la lámina escapular. Inmediatamente posterior a la superficie articular glenoidea, el margen ventral de la escápula es ancho y convexo transversalmente, pero se estrecha rápidamente a medida que se fusiona con la base de la lámina. No parece haber un proceso subtriangular prominente a lo largo del borde posteroventral de la escápula proximal, aunque su ausencia podría deberse a un daño. Una cresta ancha se extiende longitudinalmente a lo largo del tercio proximal de la cara lateral de la hoja. El margen dorsal de la lámina es recto, mientras que el margen ventral se expande distalmente, de modo que la relación de la altura dorsoventral máxima a mínima de la lámina es 1.7, menor que el valor originalmente descrito de  2. El desarrollo del acromion y la expansión distal de la lámina son similares a los de otros somfospondilos y no tan marcados como en Rebarquisáuridos.

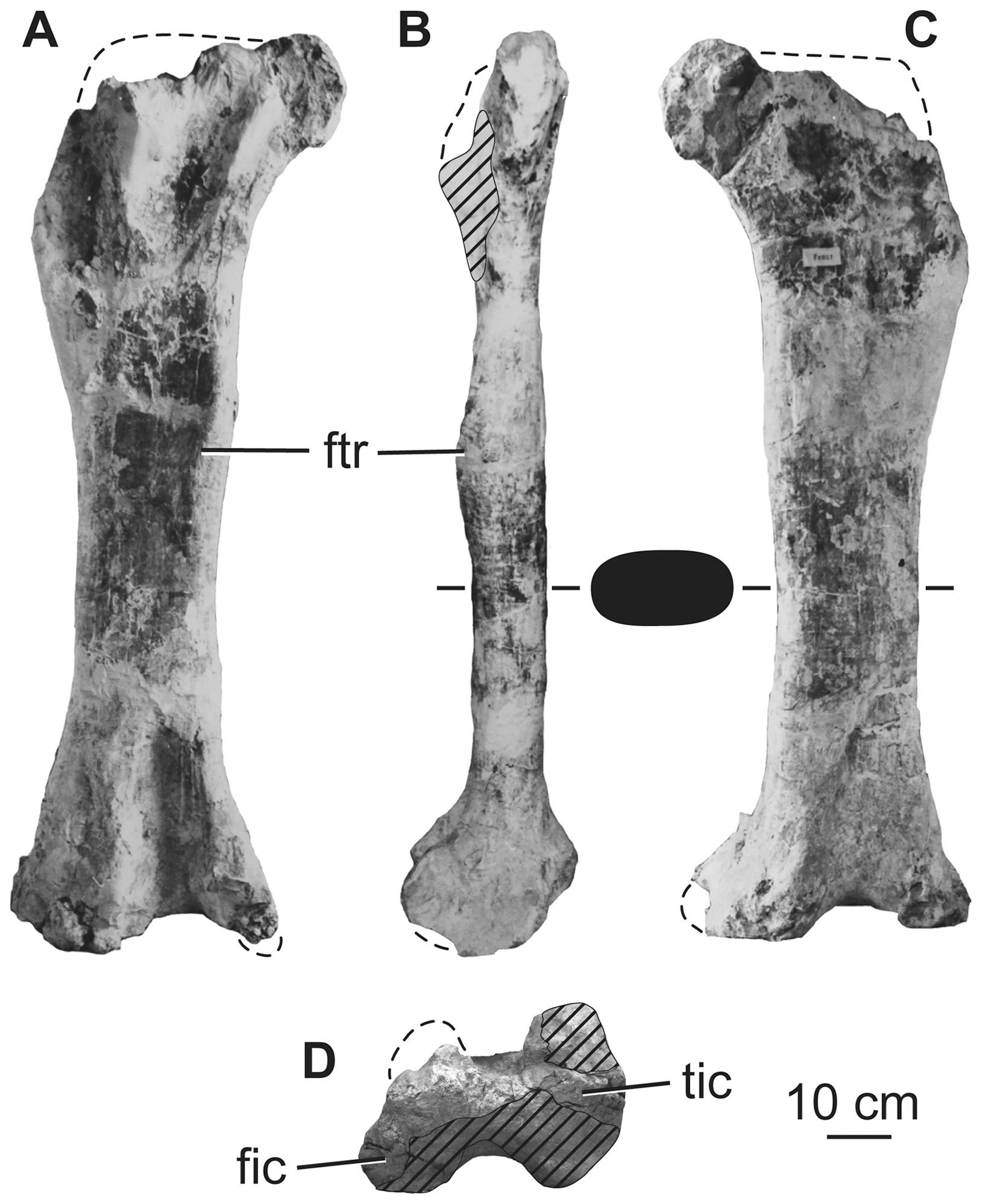
Fémur

El radio izquierdo está dañado en sus extremos proximal y distal. El radio es grácil, con una relación entre la anchura y la longitud del eje medio de 0,12. En la vista anterior, la cara lateral del eje es recta, mientras que la cara medial es cóncava. El extremo proximal expandido anteroposteriormente tiene una arista prominente en su cara lateral. El extremo proximal tiene un contorno aproximadamente ovalado con un proceso anterior puntiagudo y un proceso posterior ampliamente redondeado. El margen proximomedial es casi recto, mientras que el margen proximolateral es cóncavo anterior y convexo posterior. La sección transversal ovalada del eje superior se transforma gradualmente en una forma de D redondeada en el eje medio, con el eje largo de la sección transversal que se extiende transversalmente. Esta forma de 'D' se comprime más anteriormente hacia el extremo distal, con una cara anterior transversalmente redondeada y una cara posterior cada vez más aplanada. Esto está asociado con la fuerte expansión transversal del eje distal y el extremo distal del hueso, como se describió originalmente como una torsión del hueso. La fuerte expansión transversal del radio distal se encuentra normalmente solo en los titanosáuridos por ejemplo, Alamosaurus y Jainosaurus y se considera una autopormorfía local de Huabeisaurus. Las crestas posterolaterales son débiles o están ausentes a lo largo de la mitad distal del hueso y no se extienden más proximalmente.

### Características distintivas
Según D'Emic et al. en 2013 Huabeisaurus se puede distinguir basándose en este conjunto de autapomorfías, la división de algunas láminas vertebrales presacras, vértebras cervicales posteriores con una lámina prezigodiapofisaria dividida, vértebras dorsales anteriores con una lámina espinodiapofisaria anterior dividida, la presencia de fosa espinodiapofisaria postzygapofiseal que es más grande que la fosa centrodiapofisaria postzygapofiseal en vértebras caudales anteriores y medias, vértebras caudales con pequeñas costillas caudales que desaparecen alrededor de la vértebra caudal ocho, ventralmente, un tercio de los centros vertebrales caudales anteriores y medios se expandió posteriormente, dos crestas longitudinales en las caras laterales de los centros vertebrales de la mitad del caudal, un coracoide con tubérculo cerca del borde anterodorsal de la cara lateral, el extremo distal del radio aproximadamente dos veces más ancho transversalmente que el eje medio, adquirido de manera convergente en titanosaurios derivados, un tubérculo en placa isquial que se proyecta desde el margen posterior; el desarrollo de fosas relativas entre sí en los arcos neurales vertebrales caudales; y una alta proporción de tibia a fémur.

## Descubrimiento e investigación
Fue un saurópodo que vivió en lo que hoy es el norte de China. La especie tipo , Huabeisaurus allocotus, fue descrito por primera vez por Pang Qiqing y Cheng Zhengwu en 2000. Huabeisaurus es conocido por numerosos restos encontrados en la década de 1990, que incluyen dientes, miembros parciales y vértebras. Debido a su relativa integridad, Huabeisaurus representa un taxón significativo para comprender la evolución de los saurópodos en Asia. Proviene de Kangdailiang y Houyu, ciudad de Zhaojiagou, condado de Tianzhen, provincia de Shanxi, China. El holotipo se encontró en el miembro superior sin nombre de la Formación Huiquanpu, que es Cretácico Tardío desde el Cenomaniense al Campaniense basándose en ostracodos, carófitos y datación por pistas de fisión.

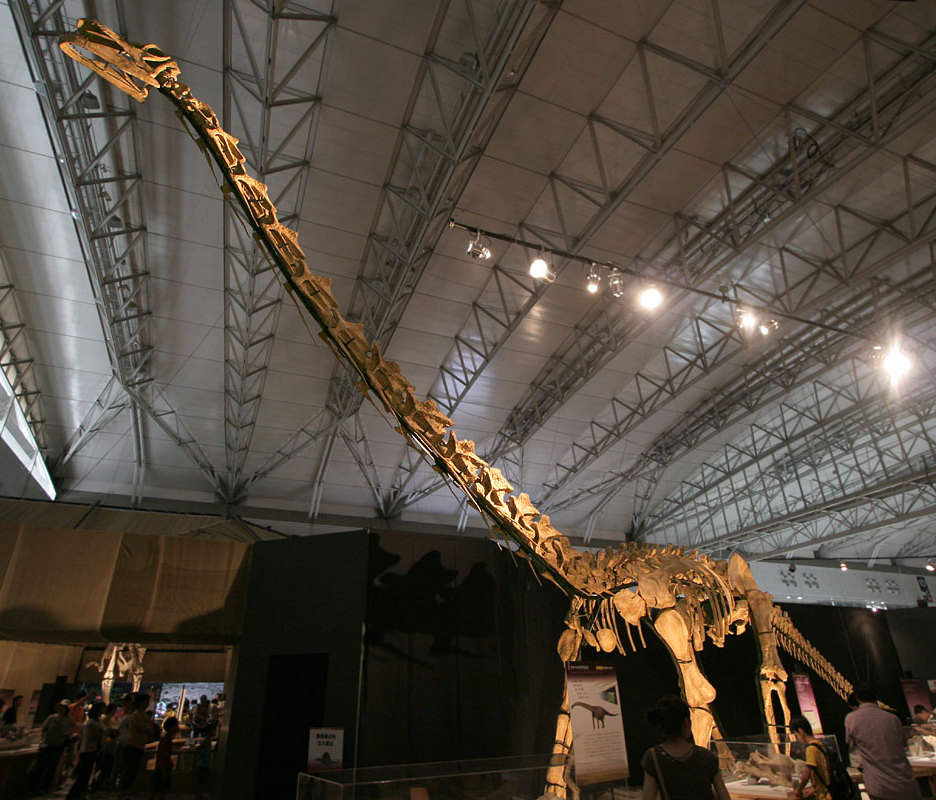
Montaje de un ejemplar en Japón

La geología de la localidad tipo de la Formación Huiquanpu se describió en una serie de informes. El espécimen fue encontrado cerca de la base del miembro superior de la Formación Huiquanpu, en una zona fangosa limosa depositada fluvialmente. Esta localidad también ha producido el anquilosáurido  Tianzhenosaurus, material de terópodo al que se refiere el cf. Szechuanosaurus campi que ahora considerado como un nomen dubium, y material hadrosáurido indeterminado. Esta especie también coexistió con ostracodos y carofitos, y el anquilosauriano Shanxia , considerada por Weishampel et al. cimo Ankylosauria indeterminado.
Sus restos se encontraron en la Formación Huiquanpu, en las regiones de Shanxi y Hebei en China. El primer espécimen, el Huabeisaurus allocotus, fue descripto en el 2000. Este dinosaurio está cercanamente relacionado con el Opisthocoelicaudia, siendo un cuadrúpedo herbívoro. Huabeisaurus es conocido por varios restos fósiles, que incluyen dientes, partes de los miembros y vértebras. Los descubridores han propuesto una nueva familia para este género, Huabeisauridae, pero esto no es compartido por la mayoría de los paleontólogos aún.

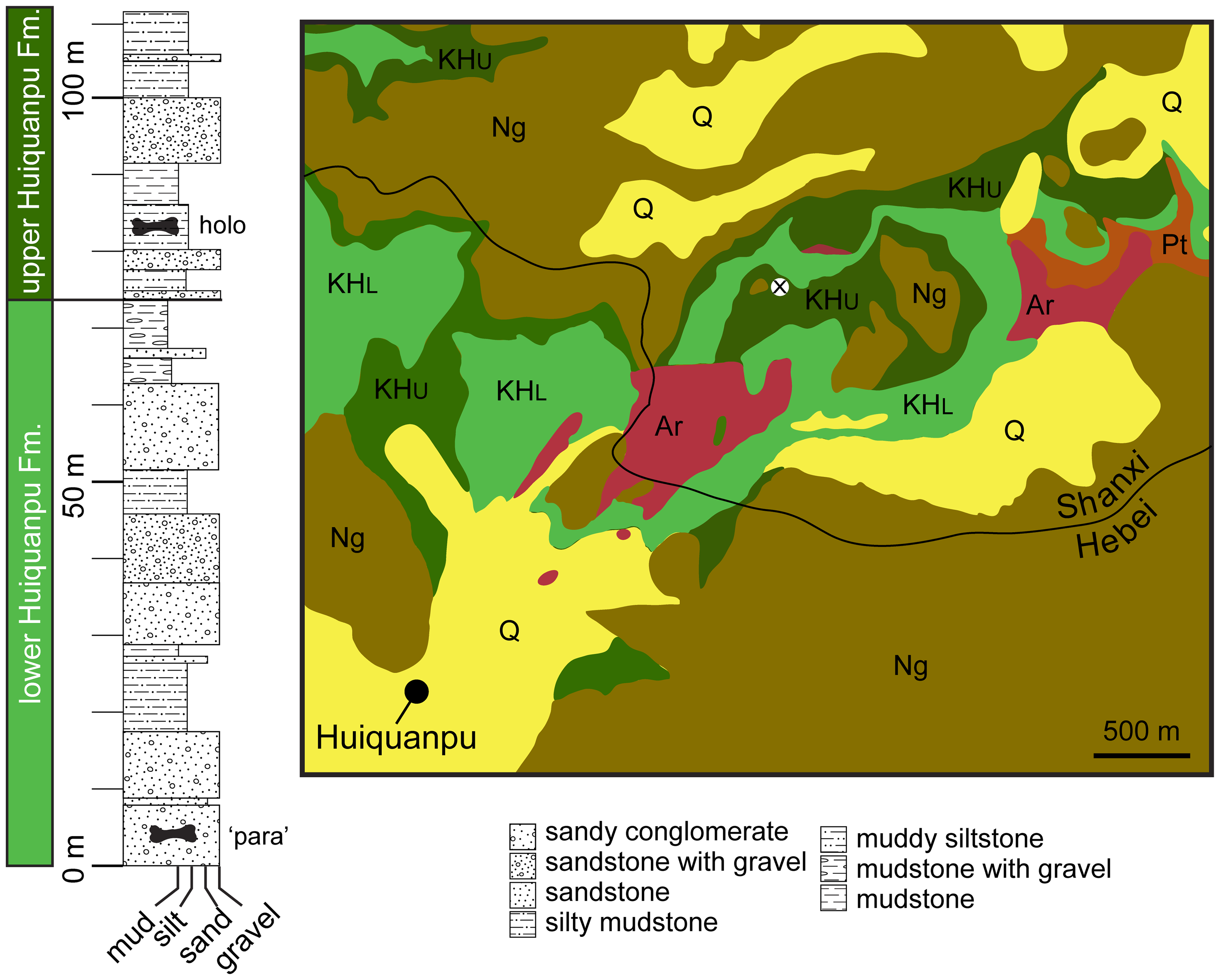
Mapa estratigráfico del área alrededor del sitio de descubrimiento de Huabeisaurus

El saurópodo Huabeisaurus fue excavado en los sedimentos del Cretácico superior de la provincia de Shanxi, en el noreste de China. El esqueleto fue recuperado en la década de 1990. El holotipo de Huabeisaurus es un individuo parcialmente articulado compuesto de dientes, vértebras cervicales, dorsales, sacras y caudales, costillas, fajas pectorales y pélvicas completas, y miembros casi completos. Debido a su relativa integridad, Huabeisaurus representa un taxón significativo para comprender la evolución de los saurópodos en Asia.
Un húmero aislado, denominado paratipo por Pang y Cheng, proviene de una localidad a más de 200 metros de la localidad tipo de Huabeisaurus, en una capa conglomerada de arena depositada de forma fluvial en el miembro inferior de la Formación Huiquanpu. Esta capa es aproximadamente 90 metros inferior estratigráficamente que el horizonte de tipo de Huabeisaurus, que proviene del miembro superior de la Formación Huiquanpu. Por lo tanto, el húmero proviene de un estrato que representa un entorno de depósito diferente y probablemente más antiguo que el de Huabeisaurus y no se superpone anatómicamente con el esqueleto holotípico, por lo que actualmente no puede ser referido. El horizonte que produjo el húmero también contiene especímenes de hadrosáuridos mencionados en cf.Shantungosaurus sp. y material de anquilosáurido indeterminado.

## Clasificación
La descripción original de la especie notó fuertes similitudes entre la osteología del Huabeisaurus y otros saurópodos cretáceos del este de Asia, y en general, estudios anteriores han señalado que algunos saurópodos cretáceos del este de Asia, como Nemegtosaurus y Phuwiangosaurus son el taxón hermano de Huabeisaurus. Desde el año 2000, el año de la descripción original de Huabeisaurus, se han erigido 17 nuevas especies de saurópodos del Cretácico del este de Asia. Muchos autores han notado similitudes entre los saurópodos cretáceos del este de Asia, a menudo sugiriendo que varios de estos taxones pertenecen a un clado basado en un género con una anatomía conocida, como Nemegtosaurinae, Opisthocoelicaudiinae y Euhelopodidae. El apoyo cladístico se presentó recientemente para un Euhelopodidae que consistía exclusivamente en miembros del Cretácico, en contraste con los estudios tradicionales y los análisis cladísticos tempranos que ubicaron la existencia de un Euhelopodidae con formas jurásicas. Los análisis anteriores y posteriores sugieren cierto grado de endemismo en el este de Asia, aunque su duración temporal sigue siendo incierta. En una escala más amplia, se ha reconocido un interesante patrón evolutivo en el que todos los saurópodos asiáticos jurásicos se encuentran fuera de Neosauropoda, mientras que todos los saurópodos asiáticos cretáceos son titanosauriformes. Refinar y explicar estos patrones paleobiogeográficos a través del tiempo se basa en comparaciones detalladas y estudios filogenéticos integrales, incluidos los saurópodos del este de Asia, que actualmente no existen.

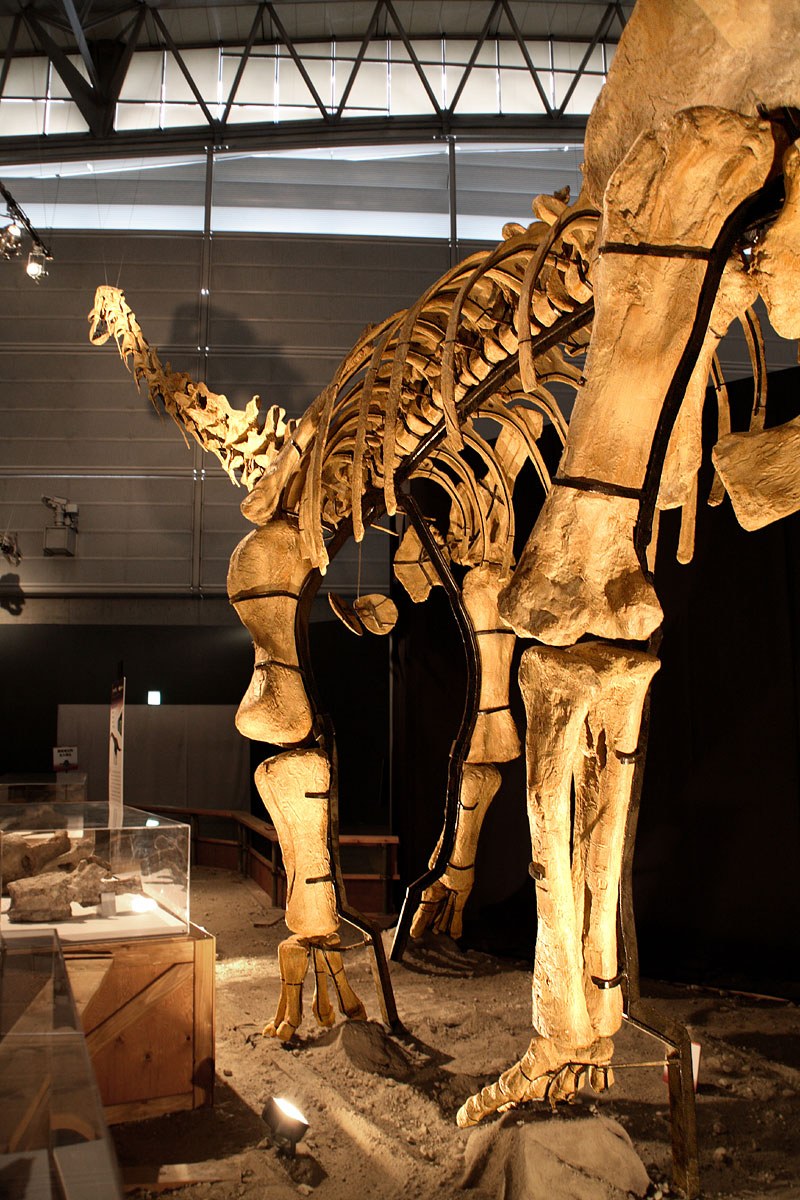
Vista alternativa del montaje.

Huabeisaurus nunca se ha incorporado a un análisis cladístico, pero varios autores han comentado sobre sus afinidades en términos comparativos. Buffetaut et al. revisaron los saurópodos de Tailandia y describieron los dientes del Jurásico tardío y del Cretácico temprano similares a los de los euhelopodidos en el sentido tradicional, es decir, Euhelopus, Mamenchisaurus y Omeisaurus y otros más reminiscentes al Nemegtosaurus y el Phuwiangosaurus, que denominaron nemegtosaúridos. Después de estas comparaciones, Huabeisaurus fue considerado como un nemegtosaúridos por Buffetaut et al.. Upchurch et al. considerado Huabeisaurus para representar un titanosauriforme o titanosaurio fuera de Lithostrotia sobre la base de una variedad de características. You et al. sugirió una relación cercana entre Huabeisaurus, Borealosaurus y Opisthocoelicaudia . Mo et al. Se destacaron las similitudes entre Huabeisaurus, Fusuisaurus y Sonidosaurus. Tanimoto et al. considera que Huabeisaurus está estrechamente relacionado con Nemegtosaurus, Borealosaurus y el "saurópodo taa" de Japón, como miembros de Nemegtosauridae. Finalmente, ha sido sugerido recientemente por D'emic. et al. que Huabeisaurus es un miembro de Euhelopodidae.
Se erigió una nueva familia para colocar Huabeisaurus en, junto con el estrechamente relacionado Tangvayosaurus. La familia fue nombrada Huabeisauridae. Recientemente, la familia fue propuesta nuevamente, esta vez por D'Emic et al. porque los Euhelopodidae, a los que Huabeisaurus ha sido asignado más recientemente, podrían tener que dividirse en clados más pequeños en todo el Somphospondyli debido a todos los taxones que se le asignaron.
Pang y Cheng sugirieron tentativamente que "Titanosaurus" falloti se refiera a Huabeisaurus. Sin embargo, "T." falloti solo está representado por restos femorales, y su fémur no tiene características únicas compartidas con Huabeisaurus. Además, los fémures de Huabeisaurus y "T". falloti difieren en el bisel del extremo distal frente al eje largo del hueso, por lo que los dos no pueden representar el mismo género.